# Milíčeves (zámek)
Zámek Milíčeves stojí uprostřed parku v severozápadní části vesnice Milíčeves, části obce Slatiny v okrese Jičín. Zámek je chráněn jako kulturní památka. V druhé polovině padesátých let 20. století byl upraven na domov pro seniory.

## Historie zámku
Vlastníky Milíčevsi s tvrzí, pocházející ze 14. století, byli Dohanští z Dohalic. Bedřich Bořek starší Dohalský z Dohalic, byl za svou účast na českém stavovském povstání odsouzen v roce 1621 ke ztrátě jedné třetiny svého jmění. Konfiskován mu byl mimo jiné také milíčevský statek, který tehdy zahrnoval tvrz, dvůr a ves Milíčeves. Statky koupil roku 1623 vévoda Albrecht z Valdštejna. V roce 1627 ji věnoval jičínským jezuitům. Z této doby se dochoval přízemní klenutý prostor a část obvodových zdí. Tvrz postupně pustla, ale v roce 1677–1679 za rektora Jiřího Weisse zde jezuité postavili raně barokní rezidenci, kterou využívali jako letní sídlo. Zámek byl stavěn podle plánů italského architekta a sochaře Carla Luraga. Byl postaven v raně barokním slohu. Jelikož v okolí byla nouze o kvalitní stavební kámen, byl při stavbě použit kámen z nedalekého rozebíraného hradu Veliš.
Když roku 1773 došlo ke zrušení Tovaryšstva Ježíšova, byla budova využívána k  bydlení úřednictva. V roce 1835 ji zakoupil spolu s panstvím Eugen Vratislav Netolický. V roce 1841 koupil panství Milíčeves Michael Karel Althann (1801–1881) z vranovské větve rodu Althannů. Ten nechal budovu klasicistně přestavět. Jeho rodina zde často pobývala a narodil se zde jeho syn Michael Robert. Dědičkou se později stala Robertova starší sestra Marie Karolína (1851–1900), provdaná za hraběte Maximiliana Vrintse zu Falkenstein (1844–1900). Poslední soukromou majitelkou zámku byla Maximilianova vnučka Eugenie (1908–2001), manželka svobodného pána Botho Seuttera von Loetzen.
Dne 17. dubna 1903 vypukl v zámku požár, který se podařilo uhasit po třech dnech. Dochovaná podoba budovy vychází z empírové přestavby v roce 1841. K zámku patří park o rozloze sedm hektarů a dva rybníky.
Po roce 1947 byl zámek znárodněn. Park je přístupný jak klientům ústavu, tak široké veřejnosti.

## Popis zámku
Původní letní sídlo jičínských jezuitů byla jednopatrová raně barokní stavba z let 1677–1678, v roce 1679 byl u zámku postaven pivovar. V prvním patře zámku se nachází kaple sv. Václava. Malba kaple byla vytvořena kolem roku 1850. Jsou zde patrné štukatery s výjevy z legendy o svatém Václavovi.
Roku 1841 byl kromě dalšího patra vybudován anglický park kolem zámku, uzavřený ohradní zdí. Stáje byly postaveny v roce 1840, loggie v roce 1860.
Budova zámku stojí v parku. Hlavní průčelí je otočeno k jihu, o pěti okenních osách. Průčelí je členěno vysokým pilastrovým řádem, probíhajícím přízemím a patrem. Nad prvním patrem je přístavba druhého patra, vně členěná lisenami. Ve výrazném rizalitu uprostřed, převýšeném o třetí hodinové patro, je hlavní vchod, nad kterým je na čtyřech sloupech malá lodžie. Stavební podobu zámku vtiskly přestavby v letech 1841–1849. Ve druhé polovině 19. století byl přistavěn portikus a stavba byla zvýšena o jedno patro.
Vnitřní dispozice je dána středním oválným průjezdem v přízemí a pravidelně řazenými místnostmi s klenutými křížovými klenbami. Boční průčelí jsou členěná obdobně jako průčelí hlavní. Jsou uzavřena trojúhelníkovým tympanonem. Stropy místností v patře jsou ploché. Střechy má zámek sedlové.
Při ohradních zdech na jihovýchodě stály empírové stáje a barokní sýpka, Ve druhé polovině 20. století byly tyto prostory zčásti přestavěny na byty.
Zámek patří mezi stavby významné barokní architektury (jedna z prvních zámeckých architektur a převýšeným středem – principu, na který později navázali Alliprandi a Santini).